# Tekellina crica
Espèce
Tekellina crica est une espèce d'araignées aranéomorphes de la famille des Synotaxidae.

## Distribution
Cette espèce est endémique du Brésil. Elle se rencontre en Amazonas, en Acre, au Pará, au Paraná et au Rio Grande do Sul.

## Description
Le mâle holotype mesure 1,17 mm et la femelle paratype 1,15 mm.

## Systématique et taxinomie
Cette espèce a été décrite par Marques et Buckup en 1993.

## Publication originale
- Marques & Buckup, 1993 : « Novas espécies de Tekellina do Brasil (Araneae, Theridiidae). » Iheringia Série Zoologia, no 74, p. 125-132 (texte intégral).